# سباثا

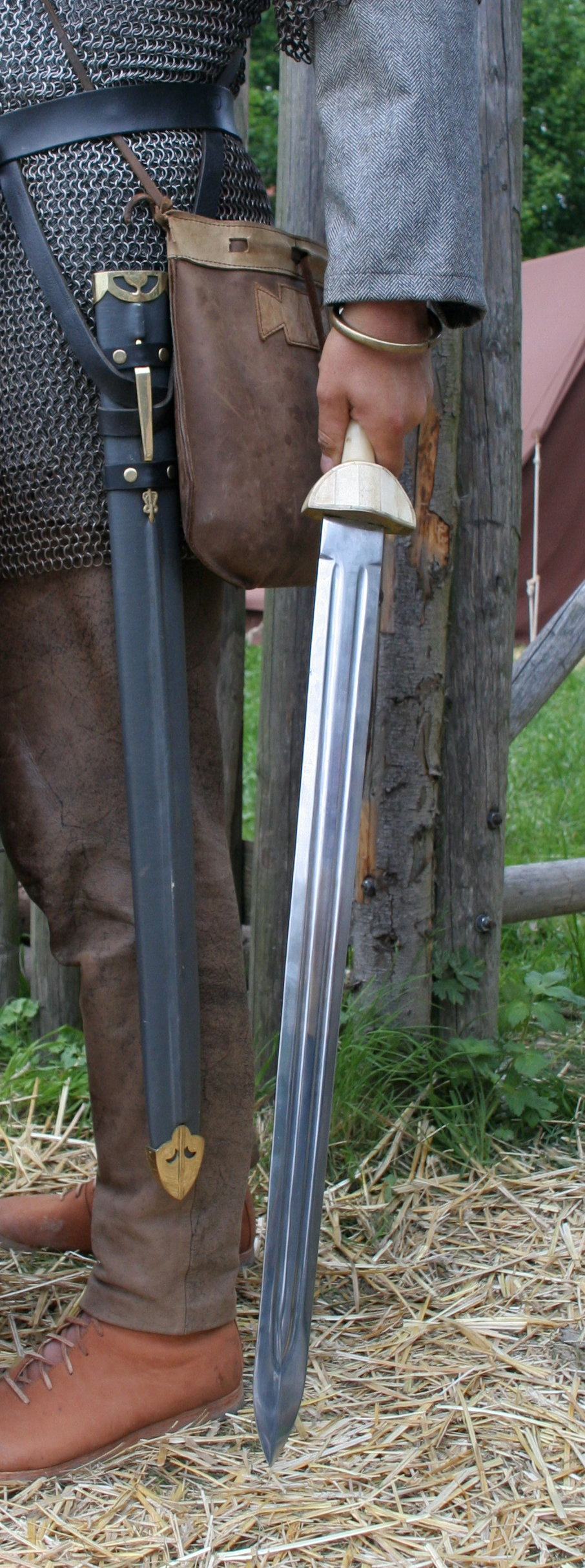
السباثا.

سباثا هو سيف مستقيم و طويل روماني, بطول يتراوح من 0.75 م إلى 1 م (30-39 إنش), و استخدم في أوروبا طوال الألفية الأولى بعد الميلاد, و استخدم في أقاليم الإمبراطورية الرومانية حتى سنة 600 بعد الميلاد تقريبا. السيوف اللاحقة للسباثا من 600-1000 سنة بعد الميلاد كانت مقلدة و تأخذ نفس النسق مع أنها لا تسمى بالسباثا.
كانت السباثا تستخدم في الحروب و في نزالات المجالدين. يذكر السباثا في الآداب على أنه سلاح يستخدم من قبل المشاة الجرمان الذين خدموا في الجيش الروماني الإمبراطوري و تدريجيا أصبح سلاحا للمشاة الثقيلة. ليحيل الجلاديس إلى سلاح مستخدم من قبل المشاة الخفيفة. استبدل الجلاديس بالسباثا خاصا في الصفوف الأمامية, ليعطي جنود تلك الصفوف مدى أطول للطعن بالسلاح.
وجدت حالات كثيرة للسباثا في بريطانيا و ألمانيا, حيث استخدم على نطاق واسع من قبل المحاربين الجرمان.